# Brădeanca, Brăila
Brădeanca este un sat în comuna Jirlău din județul Brăila, Muntenia, România. Așezarea este nepopulată.